# 12003 Hideosugai
12003 Hideosugai este un asteroid din centura principală de asteroizi.

## Descriere
12003 Hideosugai este un asteroid din centura principală de asteroizi. A fost descoperit pe 20 martie 1996 la Nanyo de Tomimaru Okuni. Asteroidul prezintă o orbită caracterizată de o semiaxă mare de 3,36 ua, o excentricitate de 0,09 și o înclinație de 9,8° în raport cu ecliptica.